# 31 Rezerwowa Dywizja Zmechanizowana
31 Rezerwowa Dywizja Zmechanizowana (31 RDZ) – związek taktyczny wojsk zmechanizowanych Sił Zbrojnych PRL.
Dywizja utworzona została w 1984 na bazie jednostek Warszawskiego Okręgu Wojskowego jako rezerwowy związek taktyczny formowany na wypadek wojny (w ramach mobilizacji). W czasie wojny dywizja miała wejść w skład Frontu Polskiego jako jednostka odwodowa dowódcy Frontu.
Dywizję rozformowano w 1989 r. w ramach restrukturyzacji Sił Zbrojnych PRL związanej z przyjęciem obronnej doktryny wojennej.

## Struktura organizacyjna dywizji
W nawiasach podano nazwy jednostek mobilizujących
- Dowództwo 31 Rezerwowej Dywizji Zmechanizowanej w Rzeszowie - (dowództwo 9 DZ)
- 125 pułk zmechanizowany w Tarnowie - (14 pz)
- 126 pułk zmechanizowany w Kielcach - (4 pz)
- 127 pułk zmechanizowany w Hrubieszowie - (8 pz)
- 77 pułk czołgów średnich w Sanoku- (26 pcz)
- 114 pułk artylerii w Chełmie - (3 pa)
- 131 pułk artylerii przeciwlotniczej w Lesznie - (69 paplot)
- 103 dywizjon artylerii przeciwpancernej w Pleszewie
- 53 dywizjon artylerii rakietowej w Jarosławiu
- 34 batalion rozpoznawczy w Tarnowie
- 94 batalion łączności w Rzeszowie
- 121 batalion saperów w Dębicy
- 31 batalion remontowy w Rzeszowie
- 73 batalion Zaopatrzenia w Kielcach
- 66 batalion medyczny w Rzeszowie
- 88 bateria dowodzenia szefa artylerii Dywizji w Chełmie
- 75 kompania chemiczna w Łańcucie